# Bleu citron
Albums de Jeanne Mas
Divas Wanted Made in France
Bleu citron est le quatorzième album studio de Jeanne Mas sorti le 28 mai 2011,.

## Titres
1. Petits Pas - 3.26
2. Les Dimanches - 4.53
3. Ton retour - Acte 1 - 0.42
4. Reste - 2.54
5. Moins magique - 4.13
6. Que faire - 4.38
7. Ton retour - Acte 2 - 0.43
8. Va bien - 2.48
9. Ma photo dans les gares - 3.04
10. Un aigle blanc - 5.15
11. Mon problème - 3.27
12. Ton retour - Acte 3 - 3.24

## Crédits
- Paroles et musique : Jeanne Mas, Oleksandr Polishchuk, O.Byelash
- Arrangements : O.Polishchuk, O.Byelash.
- Enregistré : Studio situé à Phoenix - Arizona, Dnipro (Ukraine)
- Mixage : Studio situé à Phoenix - Arizona, Dnipro (Ukraine)
- Pochette : Victoria L.Mas.